# Weihnachtsdekoration

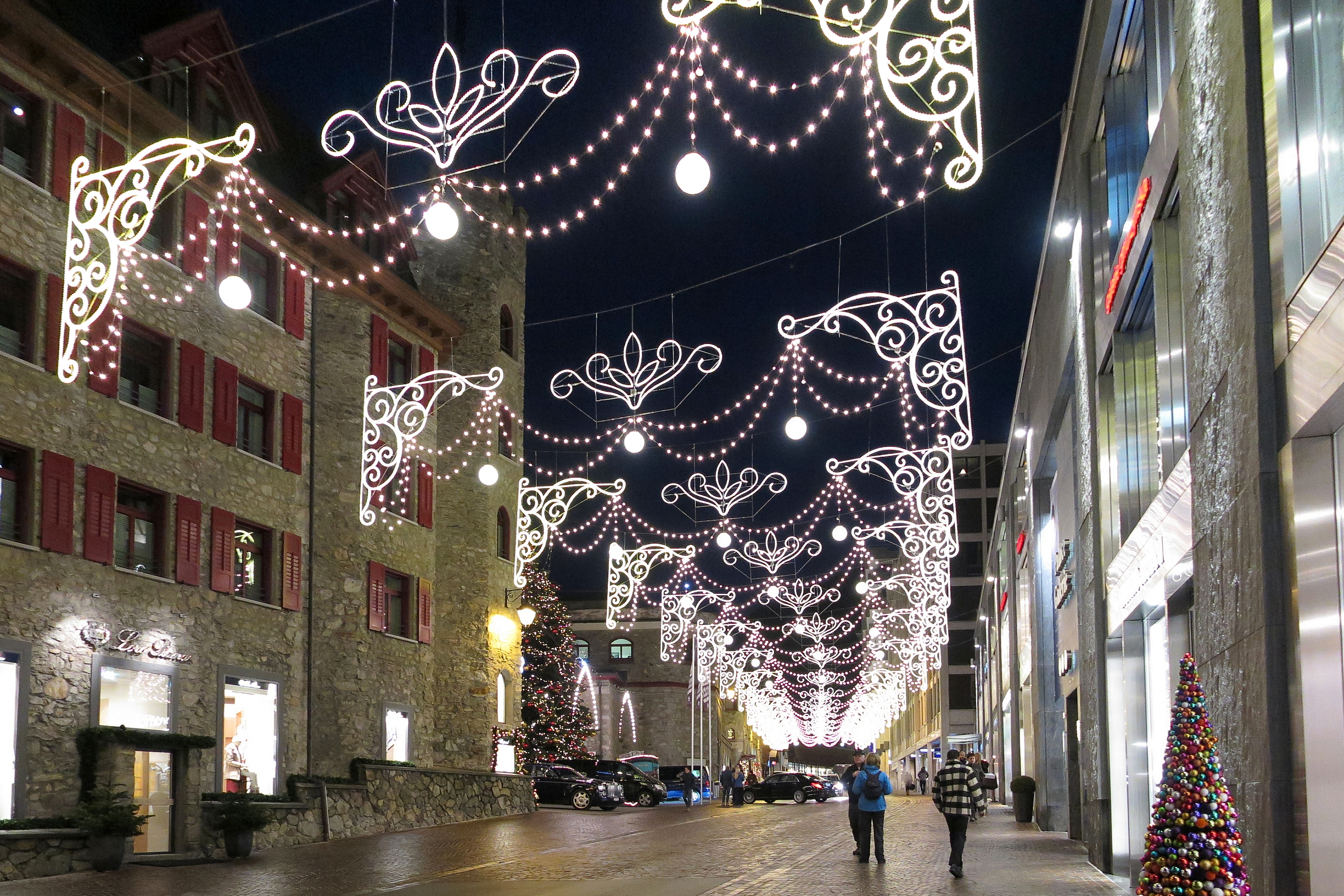
Weihnachtsdekoration in St. Moritz

Weihnachtsdekoration oder Weihnachtsschmuck ist die optische Ausgestaltung innerhalb und außerhalb von geschlossenen Räumen mit (vor-)weihnachtstypischen Objekten.

## Zeitraum

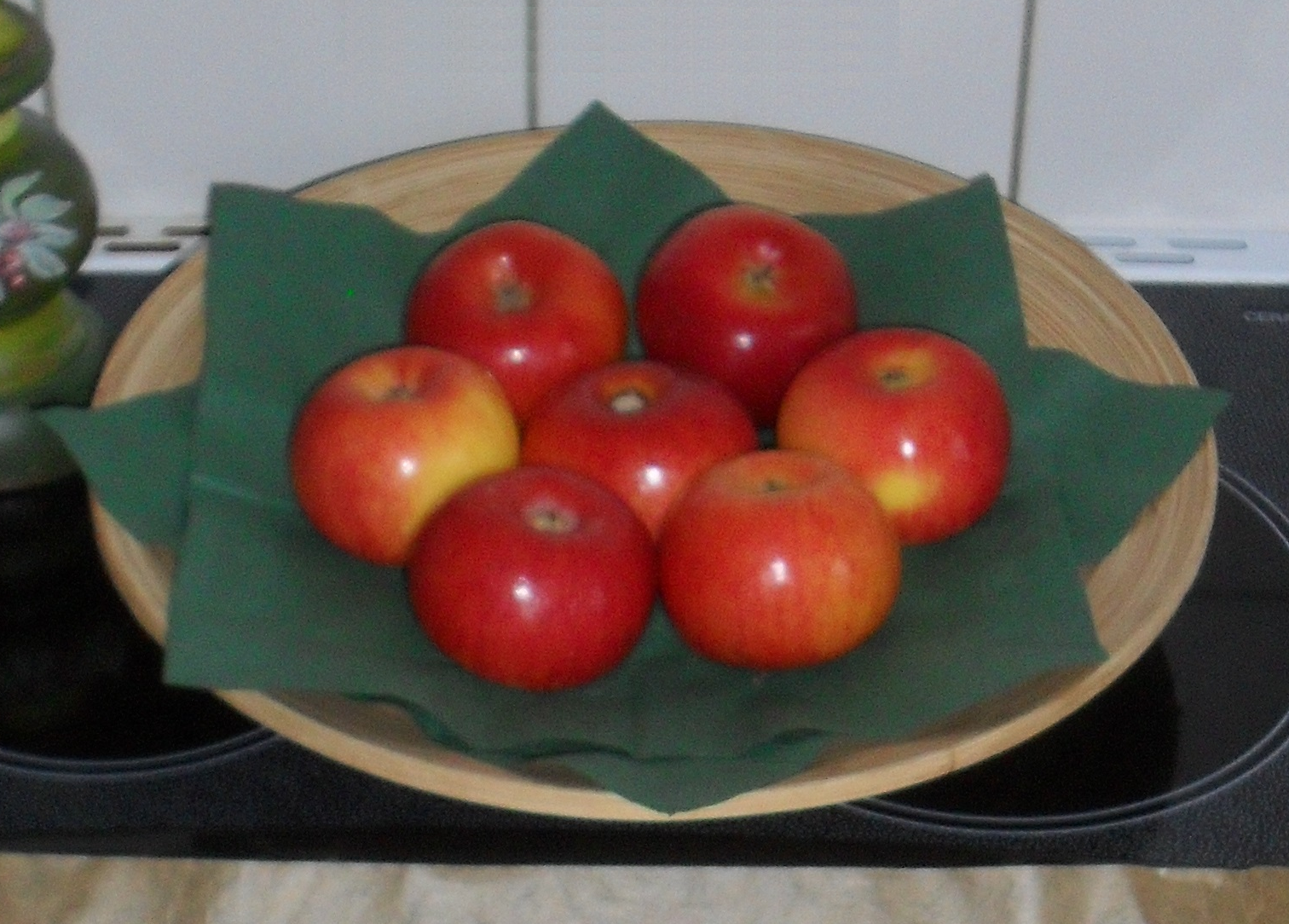
Geputzte rote Äpfel als natürliche Weihnachtsdekoration

Traditionell wird die meiste Weihnachtsdekoration zur Adventszeit aufgebaut, Adventskalender zum 1. Dezember. Geschäfte und Kaufhäuser beginnen nicht selten schon im November mit dem Bewerben von Weihnachten und dem Verkauf entsprechender Artikel.
Für das sogenannte „Abschmücken“ gibt es unterschiedliche Termine. Während im evangelischen Raum traditionellerweise spätestens zum Epiphaniasfest am 6. Januar der Weihnachtsbaum abgeschmückt und entfernt wurde, bleibt er in katholischen Familien oft bis  Mariä Lichtmess (Darstellung des Herrn) am 2. Februar stehen. Im ländlichen Bereich galt früher Mariä Lichtmess als das Ende der Weihnachtszeit. Seit der Liturgiereform Mitte des 20. Jahrhunderts endet die Weihnachtszeit bereits mit dem Fest der Taufe des Herrn, das am ersten Sonntag nach dem Dreikönigsfest am 6. Januar gefeiert wird.

## Innerhalb geschlossener Räume
Weihnachtsschmuck beschränkte sich vor dem 20. Jahrhundert auf die Dekoration innerhalb von geschlossenen Räumen: So wurden etwa Weihnachtspyramiden, Schwibbögen, Adventskalender oder Adventskränze bereits während der Adventszeit aufgebaut. Diese Tradition lebt bis heute. Am Heiligen Abend selbst war und ist auch heute der festlich mit Glaskugeln, Kerzen und Lametta geschmückte Weihnachtsbaum die zentrale Weihnachtsdekoration (Christbaumschmuck), in vielen Haushalten außerdem eine sogenannte Weihnachtskrippe.

## Außerhalb geschlossener Räume

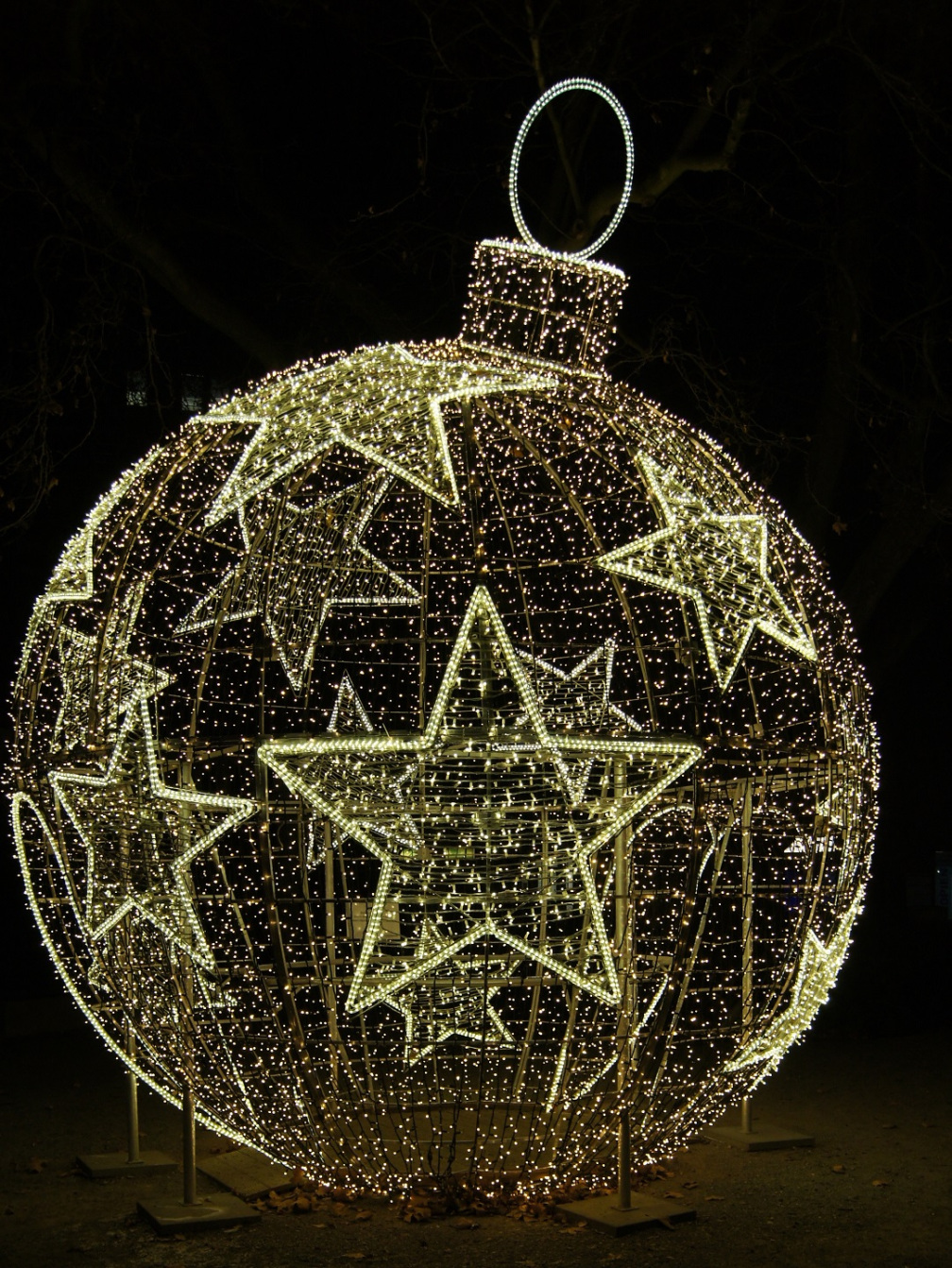
Begehbare „Weihnachtskugel“ in Ludwigshafen am Rhein

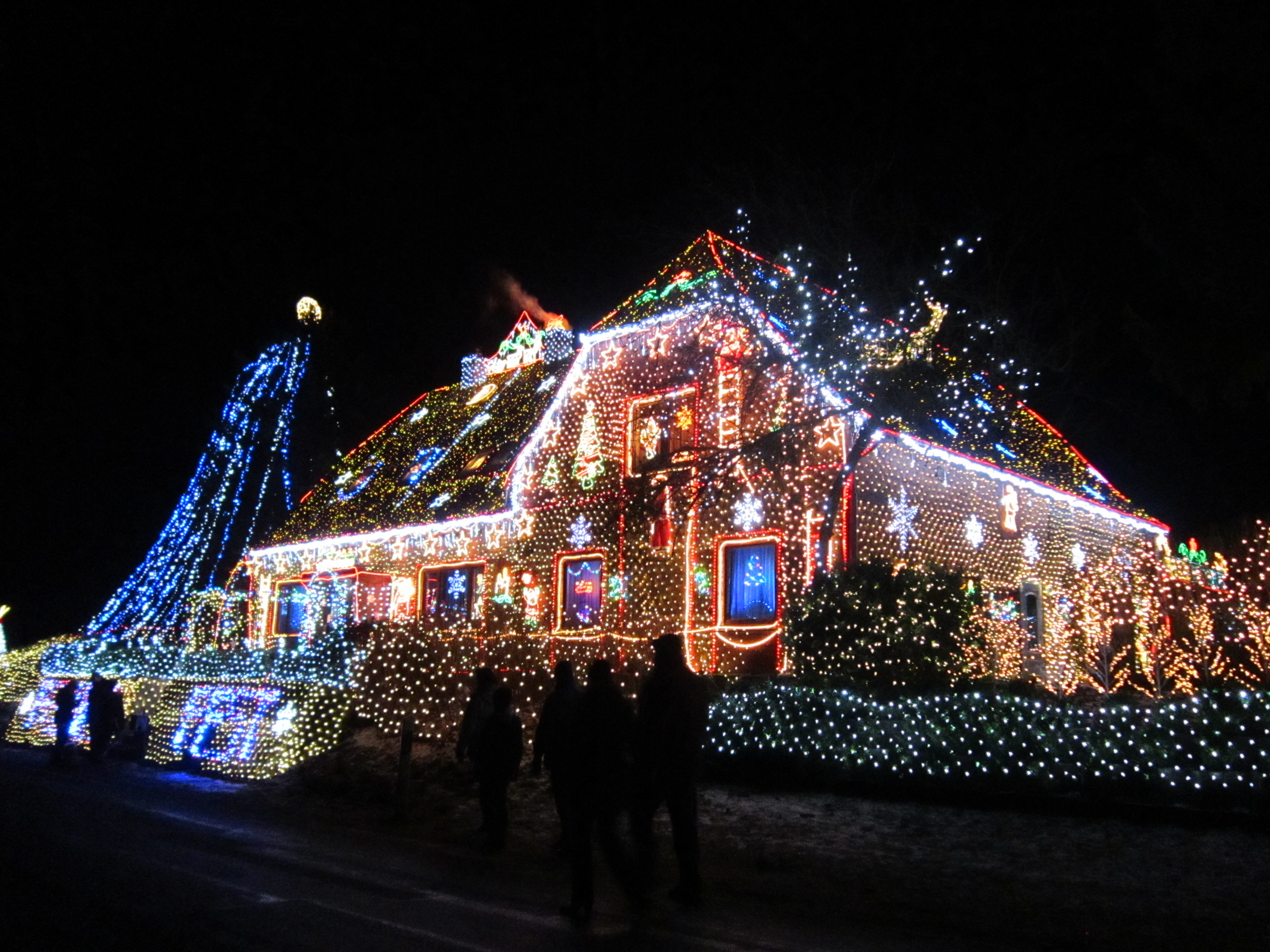
Weihnachtshaus in Calle, Niedersachsen

In den letzten Jahrzehnten hat sich in Deutschland der Umfang der Weihnachtsdekoration außerhalb geschlossener Räume deutlich erhöht.
Zum einen gibt es inzwischen in sehr vielen Innenstädten und in sonstigen Einkaufsbereichen Weihnachtsdekoration in Form von beleuchteten Weihnachtsbäumen oder Lichtobjekten, die häufig weihnachtliche Motive darstellen (sogenannte Weihnachtsbeleuchtung). Zu den ältesten Lichterschauen gehören die „Essener Lichtwochen“, die seit Dezember 1950 in der Vorweihnachtszeit Lichtmotive präsentieren.
Zum anderen nutzen viele Privatleute Dekorationsobjekte, die an Fenstern angebracht werden – etwa elektrisch blinkende Sterne – oder auch außerhalb des Hauses, etwa am Haus hochkletternde Weihnachtsmänner oder Lichterketten etwa an einem im Vorgarten befindlichen Baum.

### Weihnachtshaus
In Deutschland und einigen Teilen Europas gibt es sogenannte „Weihnachtshäuser“, in denen, an denen und in deren Umgebung Dekorationen aller Art angebracht sind. Das „Weihnachtshaus“ in Calle ist vermutlich mit 420.000 elektrischen Lichtern das lichtintensivste Objekt dieser Art in Deutschland.
Die ersten Weihnachtsdekorationen werden oft bereits Ende November aufgebaut, abgebaut werden sie häufig erst Anfang bis Mitte Januar.

## Umweltaspekte
Weihnachtsbeleuchtung hat durch den oft als unangemessen hoch bewerteten Energieverbrauch nicht zu unterschätzende negative Folgen für die Umwelt. Im Jahr 2006 wurden in deutschen Haushalten über 400 Mio. Kilowattstunden Energie für Weihnachtsbeleuchtung verbraucht. In den Kommunen dagegen wurden nur etwa 10 Mio. Kilowattstunden Energie für Weihnachtsbeleuchtung verbraucht. Insgesamt werden in Deutschland pro Jahr rund 600 Mrd. kWh Strom verbraucht.
Ein allmählicher Austausch von Glühlampen durch Leuchtdioden (LED) mit einem erheblich geringeren Stromverbrauch findet seit etwa 2010 auf Weihnachtsmärkten und in Privathaushalten statt.
Wegen der globalen Energiekrise seit 2021 verzichten einige Städte auf eine Weihnachtsbeleuchtung oder reduzieren diese ein wenig.